# Västerbotten
Västerbotten is een zogenoemd landschap in het Noord-Zweedse landsdeel Norrland. Het grenst in het noorden aan Norrbotten, het oosten aan de Oostzee, in het zuiden aan Ångermanland en in het westen aan het Zweedse landschap Lapland. Västerbotten is 15.093 km² groot, heeft ruim 200.000 inwoners en behoort tot de provincie Västerbottens län. De belangrijkste stad in het landschap is Umeå.